# 新斯洛比茨凯
51°21′47″N 33°55′56″E / 51.36306°N 33.93222°E
新斯洛比茨凯（烏克蘭語：Новослобідське）是位於烏克蘭東北部的鄉村居民點，由蘇梅州科諾托普區的新斯洛博達市鎮負責管轄。該鄉距離波切普齊1公里，海拔高度187米，2001年人口183。